# Vittoncourt
Vittoncourt (Duits: Wittenhofen an der Nied) is een gemeente in het Franse departement Moselle (regio Grand Est) en telt 348 inwoners (2005). De plaats maakt deel uit van het arrondissement Forbach-Boulay-Moselle.

## Geografie
De oppervlakte van Vittoncourt bedraagt 9,4 km², de bevolkingsdichtheid is 37,0 inwoners per km².
De onderstaande kaart toont de ligging van Vittoncourt met de belangrijkste infrastructuur en aangrenzende gemeenten.

## Demografie
Onderstaande figuur toont het verloop van het inwonertal (bron: INSEE-tellingen).